# Atarba (Atarba) diacantha
Atarba (Atarba) diacantha is een tweevleugelige uit de familie steltmuggen (Limoniidae). De soort komt voor in het Neotropisch gebied.